# Герб Манітоби
Герб Манітоби — геральдичний символ канадської провінції Манітоба. Герб містить символи, що відображають британську спадщину Манітоби, а також місцеві символи. У верхній частині щита знаходиться червоний хрест Святого Георгія, що символізує Англію. У нижній частині щита зображені бізони, що стоять на вершині скелі на зеленому тлі.
Оригінальні герби, що складалися лише з щита, були надані королівським ордером Едуарда VII 10 травня 1905 р.. Герб був додатково посилений щитотримачами, клейнодом та девізом за ордером тодішнього генерал-губернатора Романа Гнатишина 23 жовтня 1992 року.
Щит також зображений на провінційному прапорі.

## Історія
23 жовтня 1992 року герб був доповнений віце-царським ордером тодішнього генерал-губернатора Романа Гнатишина з включенням клейнода, щитотримачів та девізу.

## Символізм

### Клейнод
Золотий шолом вліво — символ суверенного статусу Манітоби в Конфедерації. Намет виконаний в національних кольорах Канади. Клейнод — це бобер, національна тварина Канади, що тримає прерійний крокус, провінційну квітку Манітоби. Клейнод увінчаний короною, що символізує королівський суверенітет.

### Щит
На срібному щиті — Хрест Святого Георгія, символ Англії. Бізон є символічним нагадуванням про тварин, які раніше блукали по провінції. Решта герба була надана в 1992 році.

### База
База представляє різноманітний ландшафт.

### Щитотримачі
Бісероплетіння та колесо Червоної річки натякають на минуле Манітоби, тоді як кленовий лист є національною емблемою Канади.

### Девіз
Девізом є «Gloriosus et Liber», «славний і вільний», рядок взято з англійської лірики до канадського національного гімну «O, Канада».

### Тварини
Бобер, Бізон, Кінь, Єдиноріг.